# Lajoudoun
Lajoudoun est une petite ville du Togo située dans la Préfecture de Bassar, dans la région de la Kara

## Géographie
Lajoudoun est situé à environ 76 km de Kara.

## Vie économique
- Marché paysan tous les samedis
- Atelier de mécanique rurale

## Lieux publics
- École primaire